# Hooked on Winning
Hooked On Winning från 1982 är folk-rocksångerskan Maddy Priors tredje album.

## Låtlista
1. Long Holiday - 3.45
2. Information Station - 3.45
3. Face To Face - 4.09
4. Roll On The Day - 4.24
5. Back Into Cabaret - 3.18
6. Commit The Crime - 3.35
7. Friends - 4.18
8. Reduced Circumstances - 4.05
9. Nothing But The Best - 3.50
10. Love's Not Just A Word - 3.32
11. Girls On The Town - 4.03
12. Anthem To Failure - 3.45

## Musiker
- Sång: Maddy Prior
- Keyboard: Richie Close
- Gitarr och sång: Mick Dyche
- Trummor och sång: Gary Wilson
- Bas och sång: Rick Kemp